# Michael Quigley

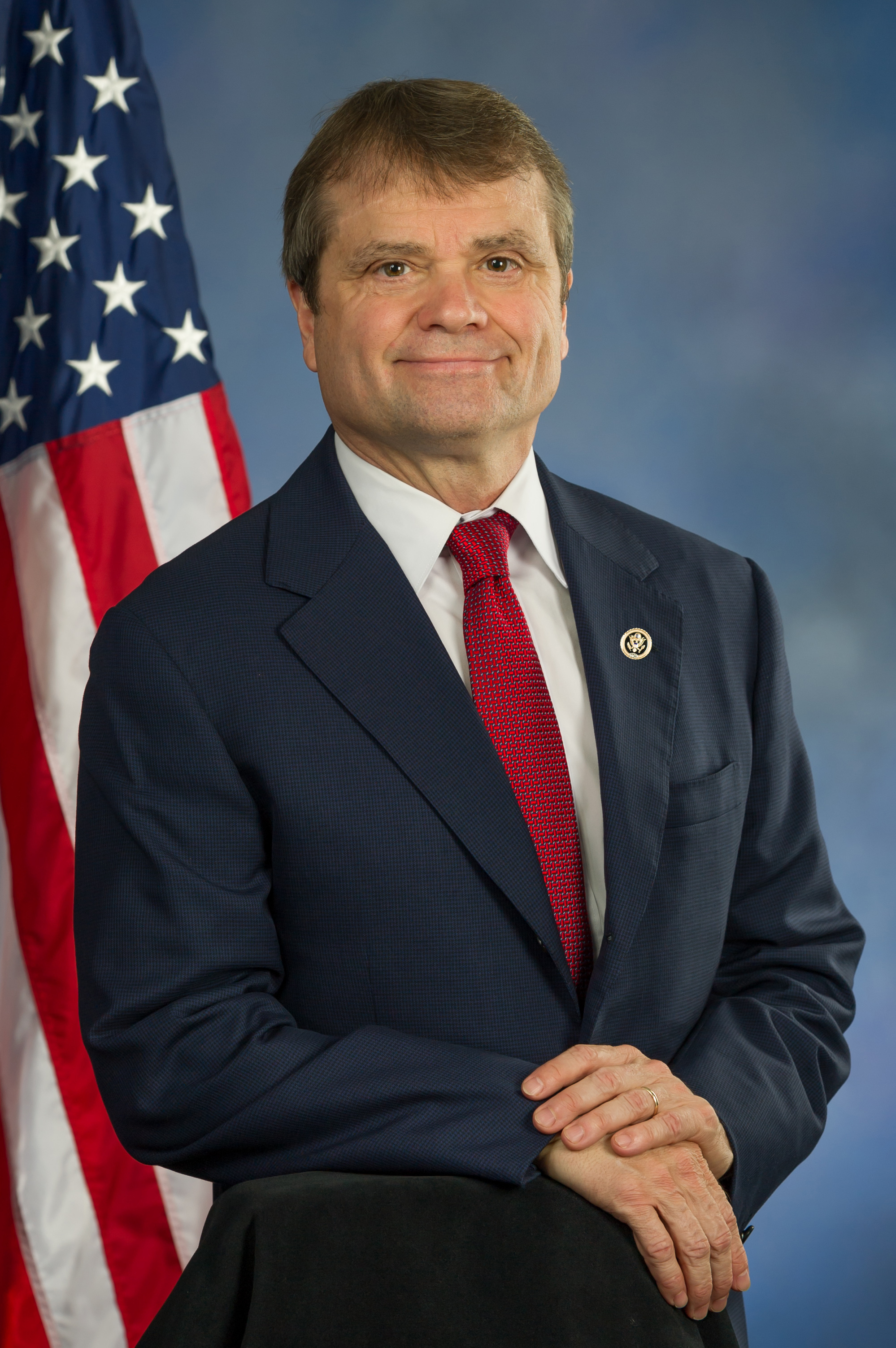
Mike Quigley (2015)

Michael Bruce „Mike“ Quigley (* 17. Oktober 1958 in Indianapolis, Indiana) ist ein US-amerikanischer Rechtswissenschaftler und Politiker der Demokratischen Partei. Seit April 2009 vertritt er den fünften Distrikt des Bundesstaats Illinois im US-Repräsentantenhaus.

## Biografie
Nach dem Schulbesuch an der Glenbard North High School in Carol Stream studierte er zuerst an der Roosevelt University und erwarb dort 1981 einen Bachelor of Arts. Ein anschließendes Postgraduiertenstudium an der University of Chicago schloss er 1985 mit einem Master of Public Policy ab. Ein weiteres Postgraduiertenstudium der Rechtswissenschaft an der Loyola University Chicago 1989 beendete er mit dem Juris Doctor (J.D.). Nach darauffolgenden Tätigkeiten als Professor und Rechtsanwalt war er als Berater in Gesetzgebungsverfahren tätig.
Quigley lebt mit seiner Frau Barb in Chicago.

## Politik
Von 1998 bis 2009 war Mitglied der Legislativversammlung (Board of Commissioners) des Cook County, in dem Chicago liegt.
Nach der Ernennung von Rahm Emanuel zum Stabschef des Weißen Hauses wurde er in einer Nachwahl als dessen Nachfolger zum Mitglied des US-Repräsentantenhauses gewählt und vertritt dort seit dem 7. April 2009 den fünften Kongresswahlbezirk von Illinois. Er konnte sich in der Vorwahl gegen elf demokratische Bewerber mit gut 22 % der Stimmen durchsetzen und besiegte in der Nachwahl die Republikanerin Rosanna Pulido sowie drei weitere Kandidaten. Er konnte die reguläre Wahl 2010 mit über 70 Prozent gewinnen. Er konnte auch die folgenden sechs Wahlen zwischen 2012 und 2022 gewinnen.
In der Vorwahl zur Kongresswahl 2024 am 19. März 2024 hatte Quigley keinen Herausforderer. Er forderte im Juli 2024 den US-Präsidenten Joe Biden zum Rücktritt von seiner Kandidatur für die Präsidentschaftswahl im November 2024 auf. Bei der Hauptwahl im November erhielt er 69 % der Stimmen gegen den Republikaner Tommy Hanson. Seine aktuelle, insgesamt nature, Legislaturperiode im Repräsentantenhaus des 119. Kongresses läuft noch bis zum 3. Januar 2027.

### Ausschüsse
Er ist aktuell Mitglied in folgenden Ausschüssen des Repräsentantenhauses:
- Committee on Appropriations
  - Financial Services and General Government (Vorsitz)
  - Homeland Security
  - Transportation, and Housing and Urban Development, and Related Agencies
- Permanent Select Committee on Intelligence
  - Counterterrorism, Counterintelligence, and Counterproliferation
  - Defense Intelligence and Warfighter Support

Quigley war im 112. Kongress (2011–2013) Mitglied des Justizausschusses und des Ausschusses für Aufsicht und Reformen. Im 113. Kongress (2013–2015) gehörte er dem Bewilligungsausschuss an.
Außerdem gehört er der New Democrat Coalition, dem House Democratic Caucus sowie über 40 weiteren Caucuses an.